# Вечірній Ургант
«Вечірній Ургант» — вечірнє шоу, що виходить на російському Першому каналі в будні о 23:30. Є копією американських програм формату «Late Night Show» («Нічне шоу»). Ведучий телепрограми — Іван Ургант.
В Україні шоу виходило на 1+1 в 2012 році https://tsn.ua/glamur/shou-biznes/vechirniy-urgant-vihoditime-na-1-1.html

## Формат і структура
Програма виходить з 16 квітня 2012 року в будні о 23:30. Починається шоу з так званого «cold open», тобто відразу з інформативної частини до заставки. У ролі «cold open» виступає записаний не в студії (часто за лаштунками) уривок з участю Урганта і іноді його гостей. Творцями шоу цей уривок називається тизером.
Після цього слід заставка, яка складається з кадрів вечірньої Москви та Петербургу й самого Урганта, що гуляє вулицями. У кадрі з'являються музиканти, які відповідають за музичний супровід шоу. 
Під час заставки «голос» програми, в першому сезоні — стендап-коміка Миколи Куликіва, з другого сезону — Олександра Гудкова, також наживо оголошує гостей, музичного гостя, гурт та Урганта. Всі оголошення (крім останнього) дублюються на екрані титрами. З 2 вересня по 15 листопада 2013 року за трибуною сидів Олександр Олейніков, а з 22 листопада 2013 року — Дмитро Хрустальов. Зараз заставку поперемінно озвучують Хрустальов і Гудков. З 22 вересня 2014 року Олександр Гудков іноді займає місце за трибуною.
Останній випуск програми був показаний 21 лютого 2022 року, гостем якого був фронтмен гурту «Любе» Микола Расторгуєв.
24 лютого 2022 року, після початку повномасштабного наступу Росії на Україну, Іван Ургант опублікував на своїй сторінці чорний квадрат із підписом: «Страх і біль. НІ ВІЙНІ». Відтоді програма не виходила в ефір протягом більше місяця.

## Регулярні рубрики
Більшість рубрик «Вечірнього Урганта» — одноразові ігри з гостями програми або спосіб подачі одиночного жарту. Тим не менш, деякі рубрики виходять у програмі на постійній основі.

### Підемо в кіно, Оксано!
Рубрика є оглядом новинок кінопрокату. Браузером рубрики, коли вона з'явилася вперше (в третьому випуску шоу), був Давид Шнейдеров з «Російської служби новин», проте всі наступні випуски замість нього гостем студії є кінокритик радіо «Маяк» Антон Долін. У випусках з Каннського кінофестивалю рубрика мала назву «Підемо в кіно, Ванесса!», а з Берлінського — «Підемо в кіно, Брунгільда!».

### Гострий репортаж
В цій рубриці Ургант і «спеціальний кореспондент» шоу — Алла Міхєєва — спочатку обговорюють, а потім показують глядачам привезений Аллою репортаж з якої-небудь актуальної події або заходу. Як правило, репортажі Міхеєвої носять несерйозний характер, сама ж вона  в студії в яскравих сукнях.

### Я живу!
Рубрика «Я живу! з Антоном Комоловим» проходить не біля столу Урганта, а на сцені, на яку спеціально виноситься стіл. Рубрика присвячена різним пристосуванням і гаджетам, які в рамках одного випуску шоу зазвичай об'єднані загальною тематикою. Рубрика Комолова, який вже має досвід спільного ведення з Ургантом телепередачі MTV «Бадьорий ранок», з'явилася у другому сезоні і є спадкоємицею аналогічної рубрики «Технопресс з Апресовим» головного редактора журналу «Популярна механіка» Сергія Апресова, яку в першому сезоні показали лише двічі. Виходить з першого сезону.

### Погляд знизу
Головні герої рубрики «Погляд знизу» — вихованці дитячого центру розвитку «ІМЕНА PRO». В ній Ургант задає дітям питання на певну актуальну тему.

### Музична студія Олександра Гудкова
Виходить з другого сезону. В цій рубриці Олександр Гудков (інколи один, інколи з відомими музичними виконавцями) виконує свої пісні або пародії.

#### Дамський клуб
Виходить з четвертого сезону. У рубриці «Дамський клуб» Олександр Гудков веде розмову на різні теми з жінками пенсійного віку.

#### П'ять спалахів прекрасного
Виходить з четвертого сезону. В цій рубриці Іван Ургант показує і обговорює смішні фотографії з Instagram.

#### Я запитав у користувача
Виходить з четвертого сезону. У рубриці «Я запитав у користувача» Іван Ургант зачитує коментарі користувачів соціальних мереж на попередньо поставлене питання.

#### Культурні пригоди Дмитрика і Віті
Виходить з четвертого сезону. Ведучі — Дмитро Хрустальов і Віктор Васильєв обговорюють з Іваном Ургантом культурні події, які проходять в один день. Висловлюючи протилежні думки про те чи іншому заході, вони допомагають глядачеві визначитися, що йому ближче за духом і якому все-таки події віддати перевагу.

#### Що бачу, те й співаю
Виходить з четвертого сезону. Гість програми повинен з фото вгадати власну пісню.

#### Мі-мі-мі
В цій рубриці Іван Ургант, намагаючись викликати розчулення глядачів, спілкується з різними маленькими тваринами. Потім він традиційно задає їм складні політичні і економічні питання.

#### Стрижемо на Першому!
На початку передачі доброволець із залу крутить вертикальний барабан з різними зачісками. На який зупиняється стрілка, ту зачіску і робить стиліст добровольцеві до кінця програми.

#### Селфі з незнайомцем
Володимир Марконі підходить до незнайомої людини і робить з ним селфи.

#### Вечірній патруль
Володимир Марконі заходить в квартиру до будь-якій людині і перевіряє, що він дивиться по телевізору. Якщо у людини включений інший канал, він перемикає на «Вечірнього Урганта».

#### Це здорово, це здорово, це дуже добре!
Рубрика, в якій не самі веселі й радісні новини розглядаються під іншим кутом і підносяться в позитивному ключі.

#### Сашка, ти?
Володимир Марконі ззаду підходить до людей і задає їм запитання: «Сашко, ти?» Якщо людина показує документ, який підтверджує, що його звуть Олександр, він отримує грошовий приз (у першому випуску він становив 100 рублів, в подальших — 1000).

#### Я вам пісеньку заспіваю про курс валют
Виходить з вересня 2015 року. У кожному випуску зірки російської естради співають про курс євро та долара на наступний день.

### Колишні

#### Щасливий випадок
Виходила у другому сезоні. Вікторину «Щасливий випадок» Урганта допомагали вести його асистентки Катя і Волга Король, виносять на сцену чорний ящик і піднос з головним призом — 30 тисячами рублів. Вікторина проводилась з випадковим глядачем із залу, якого обирав Олександр Гудков, і завдання глядача — без підказок назвати предмет, що знаходиться в чорному ящику. За всю історію цієї гри переможців не було.

#### Алло, Андрій?
Виходила в третьому сезоні. В цій рубриці Ургант методом випадково названих глядачами чисел мобільного телефону набирав отриманий номер телефону дзвонив невідомого абонента. Якщо абонента звали Андрій, то він отримував певну суму грошей. В іншому ж випадку гроші залишалися в студії. За всю історію гри переможців не виявилося.

#### На гребені хвилі
Вийшла один раз в третьому сезоні. Ведучий рубрики Лев Новоженов розповів про екстремальний відпочинок навесні.

#### Історія зимових видів спорту на Русі
Виходила у спеціальних олімпійських випусках. Ведучий рубрики Олександр Гудков розповідав про появу зимових видів спорту ще на Русі, тим самим, доводячи, що Росія — батьківщина всіх зимових видів спорту.

#### Мудрість від @нни_Седокової
Виходила у другому і п'ятому сезонах. У рубриці «Мудрість від @нни_Седокової» Ургант, вставивши своє обличчя в картонне тіло Анни Сєдокової, зачитував висловлювання, написані Анною у своєму Твіттері. Закрила цю рубрику сама Анна Седокова (у випуску, присвяченому дворіччя передачі), зробивши пародію на неї у спеціальній рубриці «Вибачення від Івана Урганта».

## Список випусків

### Спеціальні випуски
- З 6 по 21 лютого 2014 року зйомки програми велися з Сочі, де в той час відбувалися Олімпійські ігри.
- 18 квітня 2014 року вийшов випуск, присвячений дворіччя програми і 36-річчя з дня народження Івана Урганта. Олександра Гудкова в заставці і оголошенні гостей замінив Ігор Кирилов. Самого Івана Урганта у програмі замінили інші зірки шоу-бізнесу. Рубрику «5 спалахів прекрасного» провели Йосип Пригожин, Мітя Фомін, Андрій Григор'єв-Аполлонов, Діма Білан, Тимур Родрігез і Прохор Шаляпін, а завершив її Костянтин Хабенський. Фотографію на ноутбуці представив Антон Привольнов. Максим Матвєєв відкрив рубрику "Людська «Вечірнього Урганта», де людям на вулиці задавали питання, пов'язані з Іваном Ургантом. Також людей розіграли тим, що запропонували привітати Урганта з 50-річчям. Анна Седокова провела рубрику «Вибачення від Івана Урганта». Ганна Чиповская представила рубрику «Погляд знизу», а провів її Андрій Малахов. Пелагея оголосила рубрику, в якій було показано, що Ургант говорить гостям перед перервою на рекламу. Ганна Шатилова за кадром оголосила про те, що буде далі в програмі. Рубрику «Гострий репортаж» представив Володимир Познер, а провів Павло Дерев'янко. Олександр Цекало і Антон Долін обговорили фільми за участю Івана Урганта («Висоцький. Спасибі, що живий» і «Вулиці розбитих ліхтарів») в рубриці «Підемо в кіно, Оксана!», а Ігор Кирилов озвучив тих, «хто міг стати ведучим програми „Вечірній Ургант“, але не став». Іван Ургант, Дмитро Хрустальов, Олександр Гудков і Алла Міхєєва зайняли місце групи «FRUKTЫ».
- У 2014 році черговий сезон програми закрився тижнем спецвипусків з Санкт-Петербурга, з Театру естради імені А. В. Райкіна. 1 квітня 2015 року вийшов спецвипуск, присвячений 20-річчю Першого каналу. Всі жарти були пов'язані з цією подією, в залі знаходилися співробітники Першого, а гостем програми став гендиректор каналу Костянтин Ернст.

## Створення
Незважаючи на заяви журналістів Першого каналу про те, що його глядачі вперше побачать новий для Росії формат вечірнього шоу», першопрохідцем у цьому жанрі була програма Ігоря Угольникова «Добрий вечір», що виходила в 1997-1998 року на телеканалі «РТР», а з 2001 по 2002 на СТС. Крім того, подібна програма виходила в 2011 році на каналі «Росія-1» і називалася «Добрий вечір з Максимом». Аналогічна програма була і на СТС з 1996 по 1999 рік (потім на ТНТ з 1999 по 2001) під назвою «Одного разу ввечері», ведучими були Дмитро Нагієв та Сергій Рост.
В інтерв'ю журналу «7 днів» Іван Ургант розповів про те, що Косинців благословив його на створення нової програми. В одному з випусків Ігор Угольников (гість програми) та Іван Ургант помінялися місцями, після чого він «почав вести» програму «Добрий вечір».
В роботі над проектом брали участь американські фахівці, а також провідні аналогічних шоу Джиммі Феллон і Девід Леттерман. Пілотний репетиційний випуск, який не був показаний в ефірі, був записаний 12 квітня.

### Запис і трансляція
На відміну від деяких американських аналогів, програма йде в прямому ефірі. Як правило, зйомки кожного випуску починаються о 16:30 за московським часом в день випуску і займають від півгодини до години. Деякі інтерв'ю та виступи можуть записуватися заздалегідь. Зйомка ведеться у присутності «живої» публіки. Запрошення на програму особи старше 16 років можуть отримати після заповнення і відправки заявки з сайту шоу.
Локація зйомок більшої частини шоу — студія № 3 телецентру «Останкіно». Напис «Студія 3» видна на початку кожного випуску, коли Ургант виходить на сцену.
Після кожного шоу робиться фотографія ведучого з публікою в залі, звана фотодрабиною. Потім вона викладається на сторінку шоу в ВКонтакте і Facebook.

### Персонал
Над програмою працюють креативні продюсери Біллі Кімбол, американський сценарист і продюсер, який працював над «Суботнім вечором в прямому ефірі» і написав сценарії до 5 епізодів «Сімпсонів», і Андрій Савельєв, який раніше працював видавцем і головним редактором журналу «Time Out Москва». За заявами останнього, більша частина команди, яка працює над створенням шоу, ніколи раніше не працювала на телебаченні.
Головний автор сценарію — чемпіон Вищої ліги Клубу Веселих і Кмітливих Денис Ртищев («Мегаполіс»). Також з КВК у «Вечірній Ургант» прийшли Тімур Акавов («Асса»), Олександр Гудков(«Федір Двінятін»), Вадим Селезньов, Андрій Шавкеро, Григорій Шатохін (всі — «DasISTfak't»), Сергій Канчер, Артем Скок («Парапапарам»). Одним з авторів сценарію є сам Іван Ургант. Один з сценаристів передачі, Денис Хорешко, шеф-редактор «MTV Росія», працював з Ургантом ще в «Бадьорому ранок» суфлером. Деякі з цих авторів також були задіяні у створенні іншої програми, співведучим якої був Ургант, — «Прожекторперісхілтон».
З вересня 2012 року в програму були запрошені нові сценаристи: В'ячеслав Вирів, Павло Прокоп'єв, Павло Виноградов (сценарист і телеведучий «Забійної Ночі» (ТНТ), «Немешки ворочати» (МУЗ-ТБ), Павло Аветиков, Олександр Гудков («Федір Двінятін»). Більше не працюють сценаристами проекту Саїд Давдиев («Mahačkalinskie бродяги») і Микола Куликов.
2 вересня 2013 року новим співведучим програми став Олександр Олейников. 15 листопада він оголосив про відхід з програми. 22 листопада 2013 на зміну йому прийшов колишній резидент Comedy Club і Comedy Woman Дмитро Хрустальов.
Також у програмі працювали сестри Катя і Волга Король. У другому сезоні вони були співведучими рубрики «Щасливий випадок», в наступних сезонах їх можна було побачити біля входу в основну студію програми. Співпраця призупинено.
Як музичний супровід у програмі бере участь група  FRUKTbl.
Музичним продюсером шоу працював Борис Барабанов, музичний оглядач газети «Коммерсантъ» (в титрах він указувався як «Борис Ъ-Барабанів»). З 2013 року музичним продюсером став Павло Шевчук. Анна Колеснікова і Дмитро Кошкін приступили до роботи над «Вечірнім Ургантом» як випусковий і виконавчий продюсери відповідно з другого сезону.
Продюсують програму Ургант і люди, що займають керівні посади Першого каналу: головний режисер Андрій Болтенко, генеральний продюсер Олександр Файфман і генеральний директор Костянтин Ернст.

## Прийом

### Критика
17 квітня 2012 року стало відомо про те, що шоу «Вечірній Ургант» і його гість Земфіра ввечері 16 квітня на кілька хвилин потрапили у світові тренди Twitter. Туди також увійшли слова «Безруков» і «Висоцького», що пояснюється визнанням Сергія Безрукова в ефірі програми в тому, що він зіграв роль Володимира Висоцького в фільмі «Висоцький. Спасибі, що живий».
Спочатку серед глядачів шоу викликало негативні коментарі.
Оглядач журналу GQ Гоша Біргер відзначив відсутність у програми власних ідей: «в результаті під копірку злизали заставку Saturday Night Live, вихід із шоу Конана, диван Джея Лено і стіл Леттермана». Також рецензент помітив невпевненість ведучого і гостей.
Оглядач журналу «Вогник» Юлія Ларіна зазначила скутість і невпевненість ведучого, слабкий рівень гумору та інформаційну скутість прем'єри Першого каналу, охарактеризувавши її наступним чином: «Нестачі дурниць в перших випусках не відчувалося. Відчувався брак свободи».
Журналіст газети «Коммерсантъ» Аріна Бородіна з недоліків виділила вторинність і загальну нерівність програми, охарактеризувавши її наступним чином: «„Вечірній Ургант“, звичайно, крок вперед. Крок, може бути, зовсім короткий, але він дозволяє не стояти на місці і випереджати інших».
Телеоглядач Олександр Мельман прокоментував газеті «Новий Тиждень» своє бачення шоу, сказавши, що для великого успіху «Вечірнього Урганта» в програмі повинна бути «або жорстка сатира, або автори повинні дати глядачеві многосмысловую іронію».
Через кілька випусків критики все-таки знайшли родзинку в програмі, у зв'язку з чим один за одним почали з'являтися позитивні статті і коментарі блогерів, журналістів, користувачів різних сайтів.
Журналіст Володимир Полупанов у своїй статті на сайті toppop.ru:

### Рейтинги
У Москві частка аудиторії першого випуску склала 17 % з рейтингом 4,51 %, по країні його дивилося 15 % глядачів. Це відмінний результат для нічної програми. Надалі середня частка програми скоротилася до 11-12 %.